# Jaime Durán
Jaime Durán Piñana (* 9. Mai 1884 in Portbou; † unbekannt) war ein spanischer Radrennfahrer und nationaler Meister im Radsport.

## Sportliche Laufbahn
Durán war Bahnradsportler und Straßenradsportler. 1908 wurde er Berufsfahrer blieb bis 1911 als Radprofi aktiv. 1908 siegte er in der nationalen Meisterschaft im Sprint. 1909 bis 1911 konnte er den Titel verteidigen.
Im Straßenradsport wurde er 1910 Dritter der nationalen Meisterschaft im Straßenrennen, die José Magdalena gewonnen hatte. 1911 gewann er den Titel vor Lázaro Villada.